# Aguachica (kommun)
Aguachica är en kommun i Colombia.   Den ligger i departementet Cesar, i den norra delen av landet, 400 km norr om huvudstaden Bogotá. Antalet invånare är 82 335.